# NGC 7822
NGC 7822 è una nebulosa a emissione visibile nella costellazione di Cefeo.
Si individua nella parte orientale della costellazione di Cefeo, circa 9° a nord della brillante stella Caph, in un tratto della Via Lattea fortemente oscurato da polveri interstellari e nebulose non illuminate; il periodo più indicato per la sua osservazione nel cielo serale ricade fra i mesi di luglio e dicembre ed è notevolmente facilitata per osservatori posti nelle regioni dell'emisfero boreale terrestre, dove si presenta circumpolare fino alle regioni temperate calde.
Si tratta in realtà della parte settentrionale del grande complesso nebuloso di Ced 214, legato all'associazione stellare Cepheus OB4; ha una forma allungata in senso est-ovest e nelle immagini dettagliate sono ben evidenti strutture frastagliate denominate proboscidi d'elefante, globuli in erosione a causa del forte vento stellare proveniente dalle stelle massicce dell'ammasso aperto Berkeley 59. Questo ammasso contiene nove stelle blu con classi spettrali comprese fra la O7 e la B3, fra le quali spicca BD+66 1673, una delle stelle più calde situate entro un raggio di 1000 parsec dal Sole; si tratta di una binaria a eclisse in cui la stella primaria, di classe O5V, ha una temperatura superficiale pari a 45000 K e una luminosità di 100.000 L⊙. La sua sigla di stella variabile è V747 Cephei.